# Стивън Суонсън
Стивън Рей Суонсън (на английски: Steven Ray Swanson) e американски астронавт, участник в три космически полета и дълговременен престой в космоса от 169 денонощия като командир на Експедиция 39 на МКС.

## Образование
Стивън Суонсън завършва колежа Steamboat Springs High School в Стиймбоут Спрингс, Колорадо през 1979 г. През 1983 г. завършва щатския университет в Боулдър, Колорадо, с бакалавърска степен по инженерна физика. През 1986 г. получава магистърска степен по компютърни системи в Атлантическия университет във Флорида. През 1998 г. защитава докторат по компютърни науки в Техническия университет на Тексас.

## Служба в НАСА
Стивън Суонсън е избран за астронавт от НАСА на 4 юни 1998 г., Астронавтска група №17. През август същата година започва обучението му в космическия център Линдън Джонсън, Хюстън, Тексас. Взема участие в три космически полета и има около 196 денонощия в космоса. Има в актива си 5 космически разходки с обща продължителност 27 часа и 58 минути. Командир на Експедиция 39 на МКС.

## Полети
Стивън Суонсън лети в космоса като член на екипажа на три мисии:
| Космически полети на Стивън Рей Суонсън                   | Космически полети на Стивън Рей Суонсън | Космически полети на Стивън Рей Суонсън | Космически полети на Стивън Рей Суонсън | Космически полети на Стивън Рей Суонсън | Космически полети на Стивън Рей Суонсън | Космически полети на Стивън Рей Суонсън |
| №                                                         | Дата                                    | КК                                      | Емблема на мисията                      | Функции                                 | Продължителност                         |                                         |
| --------------------------------------------------------- | --------------------------------------- | --------------------------------------- | --------------------------------------- | --------------------------------------- | --------------------------------------- | --------------------------------------- |
| 1                                                         | 8 юни 2007                              | „Атлантис“, мисия STS-117               |                                         | Специалист на мисията                   | 13 денонощия 20 часа 12 минути 44 сек.  |                                         |
| 2                                                         | 15 март 2009                            | „Дискавъри“, мисия STS-119              |                                         | Специалист на мисията                   | 12 денонощия 19 часа 29 минути 33 сек.  |                                         |
| 3                                                         | 25 март 2014                            | „Союз ТМА-12М“, Експедиция 39 на МКС    |                                         | Командир на Експедиция 39               | 169 денонощия 05 часа 06 минути         |                                         |
| Сумарно време в космоса – 195 денонощия 20 часа 47 минути |                                         |                                         |                                         |                                         |                                         |                                         |

## Личен живот
Стивън Суонсън е женен и има три деца. Хобитата на астронавта са маунтинбайк, баскетбол и ски.

## Награди
- Медал на НАСА за изключителни постижения.